# NHL Entry Draft 2022

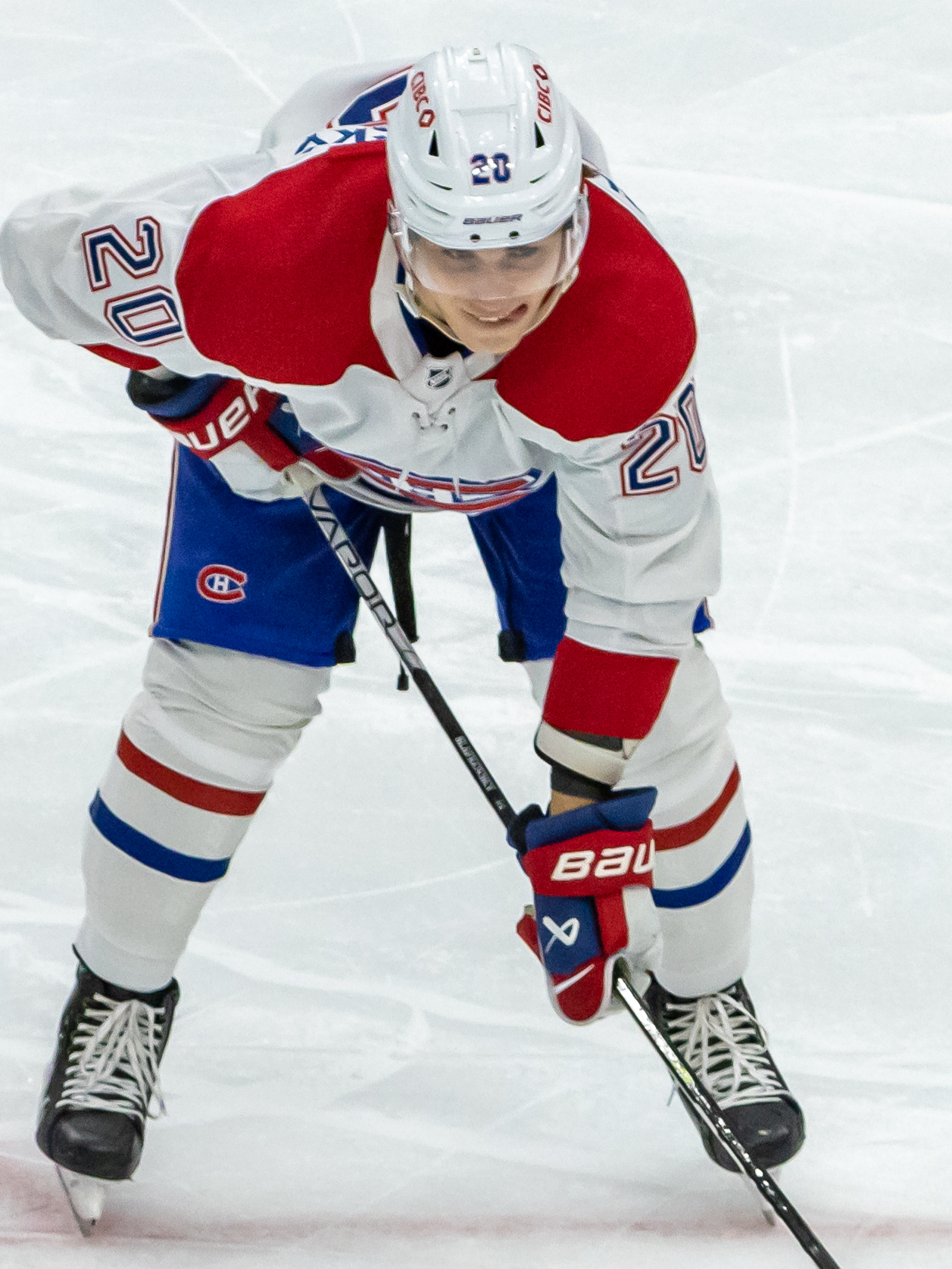
Juraj Slafkovský valdes av Montreal Canadiens som förste spelare totalt.

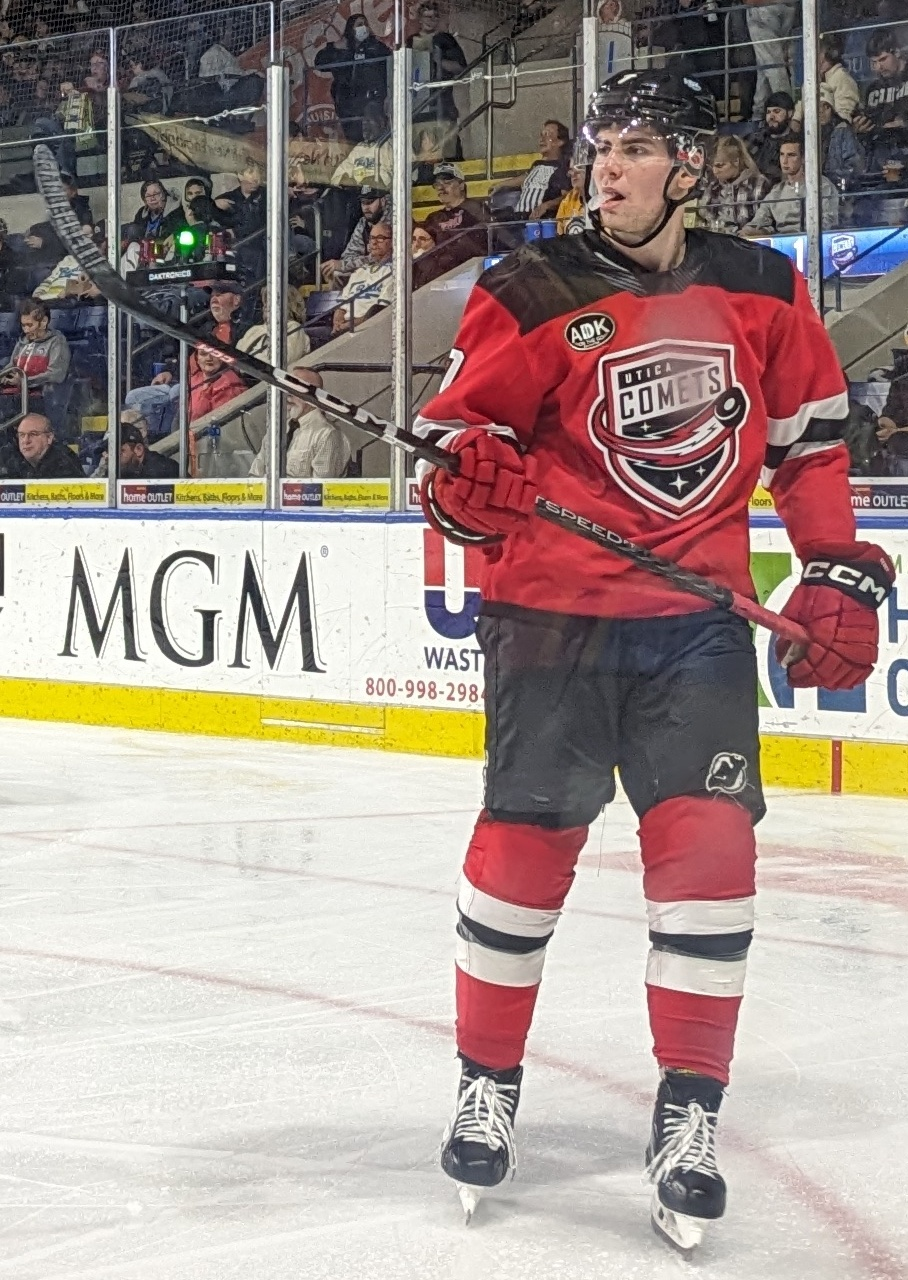
Šimon Nemec valdes av New Jersey Devils som andre spelare totalt.

NHL Entry Draft 2022 var den 60:e draften i nordamerikanska ishockeyligan National Hockey League och verkställdes den 7–8 juli 2022 i Centre Bell i Montréal, Québec i Kanada. Det blev den slovakiske ishockeyforwarden Juraj Slafkovský som valdes först.

## Spelare som var berättigade till att bli draftade
- Spelare som var födda mellan 1 januari 2002 och 15 september 2004 var berättigade till att bli draftade i detta års NHL Entry Draft.[4]
- Spelare som var födda 2001 men som inte var tidigare draftade och har medborgarskap i ett land utanför Nordamerika, var också berättigade att bli draftade i årets NHL Entry Draft.[4]
- Spelare som var födda efter 30 juni 2002 och blev draftade i NHL Entry Draft 2019, men aldrig blev kontrakterade av sina draftade medlemsorganisationer kunde bli återdraftade i årets NHL Entry Draft.[4]

## Rankning inför draften

### Mittsäsongsrankingen
Den 12 januari 2022 presenterade NHL:s scoutorgan Central Scouting Bureau sin mittsäsongsrankning för de spelare som rankades högst att gå i draften i juni.
Spelarna var placerade efter var de spelade under säsongen 2021–2022.
| #  | Nordamerikanska utespelare | Europeiska utespelare     |
| -- | -------------------------- | ------------------------- |
| 1  | Shane Wright (C)           | Joakim Kemell (HF)        |
| 2  | Logan Cooley (C)           | Juraj Slafkovský (VF)     |
| 3  | Matthew Savoie (C)         | Danila Jurov (HF)         |
| 4  | Conor Geekie (C)           | David Jiříček (B)         |
| 5  | Pavel Mintjukov (B)        | Brad Lambert (C)          |
| 6  | Cutter Gauthier (VF)       | Šimon Nemec (B)           |
| 7  | Jack Hughes (C)            | Marco Kasper (C)          |
| 8  | Jimmy Snuggerud (HF)       | Ivan Mirosjnitjenko (VF)  |
| 9  | Denton Mateychuk (B)       | Jonathan Lekkerimäki (HF) |
| 10 | Tristan Luneau (B)         | Aleksandr Perevalov (VF)  |

| # | Nordamerikanska målvakter | Europeiska målvakter |
| - | ------------------------- | -------------------- |
| 1 | Tyler Brennan             | Topias Leinonen      |
| 2 | Ivan Zjgalov              | Ian Blomquist        |
| 3 | Dylan Silverstein         | Jan Spunar           |

### Slutlig ranking
Den 5 maj 2022 presenterade NHL:s scoutorgan Central Scouting Bureau sin slutgiltiga rankning för de spelare som rankades högst att gå i draften i juni.
Spelarna var placerade efter var de spelade under säsongen 2021–2022.
| #  |   | Nordamerikanska utespelare |   | Europeiska utespelare     |
| -- | - | -------------------------- | - | ------------------------- |
| 1  | ▬ | Shane Wright (C)           | ▲ | Juraj Slafkovský (VF)     |
| 2  | ▬ | Logan Cooley (C)           | ▼ | Joakim Kemell (HF)        |
| 3  | ▲ | Cutter Gauthier (VF)       | ▲ | Šimon Nemec (B)           |
| 4  | ▼ | Matthew Savoie (C)         | ▬ | David Jiříček (B)         |
| 5  | ▼ | Conor Geekie (C)           | ▲ | Marco Kasper (C)          |
| 6  | ▼ | Pavel Mintjukov (B)        | ▬ | Jonathan Lekkerimäki (HF) |
| 7  | ▲ | Kevin Korchinski (B)       | ▼ | Danila Jurov (HF)         |
| 8  | ▲ | Luca Del Bel Belluz (C)    | ▲ | Liam Öhgren (VF)          |
| 9  | ▲ | Isaac Howard (VF)          | ▲ | Lian Bichsel (B)          |
| 10 | ▲ | Owen Beck (C)              | ▼ | Brad Lambert (C)          |

| # |   | Nordamerikanska målvakter |   | Europeiska målvakter |
| - | - | ------------------------- | - | -------------------- |
| 1 | ▬ | Tyler Brennan             | ▬ | Topias Leinonen      |
| 2 | ▬ | Ivan Zjgalov              | ▲ | Hugo Hävelid         |
| 3 | ▬ | Dylan Silverstein         | ▬ | Jan Spunar           |

## Draftlotteriet
Draftlotteriet som bekräftade draftordningen i första omgången i 2022 års NHL Entry Draft verkställdes tisdagen den 10 maj nordamerikansk tid.

### Draftoddsen
Draftoddsen för 2022 års draftlotteri var följande:
| Den som vann förstavalet i första rundan            |
| Den som vann andravalet i första rundan             |
| Laget som vann tredjevalet i första rundan          |
| De som inte vann något av toppvalen i första rundan |

| Slutplaceringen | Medlemsorganisation   | 1:a   | 2:a   | 3:e   | 4:e   | 5:e   | 6:e   | 7:e   | 8:e   | 9:e   | 10:e  | 11:e  | 12:e  | 13:e  | 14:e  | 15:e  | 16:e  |
| --------------- | --------------------- | ----- | ----- | ----- | ----- | ----- | ----- | ----- | ----- | ----- | ----- | ----- | ----- | ----- | ----- | ----- | ----- |
| 32:a            | Montreal Canadiens    | 25,5% | 18,8% | 55,7% |       |       |       |       |       |       |       |       |       |       |       |       |       |
| 31:a            | Arizona Coyotes       | 13,5% | 14,4% | 32,0% | 40,2% |       |       |       |       |       |       |       |       |       |       |       |       |
| 30:e            | Seattle Kraken        | 11,5% | 11,5% | 7,4%  | 40,7% | 28,8% |       |       |       |       |       |       |       |       |       |       |       |
| 29:e            | Philadelphia Flyers   | 9,5%  | 9,8%  |       | 15,4% | 44,9% | 20,5% |       |       |       |       |       |       |       |       |       |       |
| 28:e            | New Jersey Devils     | 8,5%  | 8,8%  |       |       | 24,5% | 44,2% | 13,9% |       |       |       |       |       |       |       |       |       |
| 27:e            | Chicago Blackhawks    | 7,5%  | 7,9%  |       |       |       | 34,1% | 41,4% | 9,1%  |       |       |       |       |       |       |       |       |
| 26:e            | Ottawa Senators       | 6,5%  | 6,9%  |       |       |       |       | 44,4% | 36,5% | 5,6%  |       |       |       |       |       |       |       |
| 25:e            | Detroit Red Wings     | 6,0%  | 6,4%  |       |       |       |       |       | 54,4% | 30,0% | 3,2%  |       |       |       |       |       |       |
| 24:e            | Buffalo Sabres        | 5,0%  | 5,4%  |       |       |       |       |       |       | 64,4% | 23,5% | 1,7%  |       |       |       |       |       |
| 23:e            | Anaheim Ducks         | 3,5%  | 3,8%  |       |       |       |       |       |       |       | 73,3% | 18,4% | 0,9%  |       |       |       |       |
| 22:a            | San Jose Sharks       | 3,0%  | 3,3%  |       |       |       |       |       |       |       |       | 79,9% | 13,4% | 0,5%  |       |       |       |
| 21:a            | Columbus Blue Jackets |       | 2,9%  | 2,4%  |       |       |       |       |       |       |       |       | 85,7% | 8,9%  | 0,2%  |       |       |
| 20:e            | New York Islanders    |       |       | 2,6%  | 1,7%  |       |       |       |       |       |       |       |       | 90,7% | 5,1%  | >0,0% |       |
| 19:e            | Winnipeg Jets         |       |       |       | 2,1%  | 1,0%  |       |       |       |       |       |       |       |       | 94,7% | 2,1%  | >0,0% |
| 18:e            | Vancouver Canucks     |       |       |       |       | 0,8%  | 0,3%  |       |       |       |       |       |       |       |       | 97,9% | 1,1%  |
| 17:e            | Vegas Golden Knights  |       |       |       |       |       | 0,8%  | 0,2%  |       |       |       |       |       |       |       |       | 98,9% |

## Draftvalen

### Första valet
Den kanadensiske centerforwarden Shane Wright var den spelare som det spekulerades mest om att kunna gå som nummer ett i draften, men spelare som Logan Cooley, Danil Jurov, Joakim Kemell, Juraj Slafkovský och till och med Brad Lambert och Ivan Mirosjnitjenko ansågs vara dark horses. Det blev en skräll och Juraj Slafkovský var den som gick först i draften.

### Första rundan
Källa: 
| #  | Spelare                   | Nationalitet | Medlemsorganisation                                         | Universitets-/College-/Junior-/Klubblag |
| -- | ------------------------- | ------------ | ----------------------------------------------------------- | --------------------------------------- |
| 1  | Juraj Slafkovský (VF)     | Slovakien    | Montreal Canadiens                                          | HC TPS (Liiga)                          |
|    |                           |              |                                                             |                                         |
| 2  | Šimon Nemec (B)           | Slovakien    | New Jersey Devils                                           | HK Nitra (Extraliga)                    |
| 3  | Logan Cooley (C)          | USA          | Arizona Coyotes                                             | Team USA (USHL)                         |
| 4  | Shane Wright (C)          | Kanada       | Seattle Kraken                                              | Kingston Frontenacs (OHL)               |
| 5  | Cutter Gauthier (VF)      | USA          | Philadelphia Flyers                                         | Team USA (USHL)                         |
| 6  | David Jiříček (B)         | Tjeckien     | Columbus Blue Jackets (från Blackhawks)                     | HC Škoda Plzeň (Extraliga)              |
| 7  | Kevin Korchinski (B)      | Kanada       | Chicago Blackhawks (från Senators)                          | Seattle Thunderbirds (WHL)              |
| 8  | Marco Kasper (C)          | Österrike    | Detroit Red Wings                                           | Rögle BK (SHL)                          |
| 9  | Matthew Savoie (C)        | Kanada       | Buffalo Sabres                                              | Winnipeg Ice (WHL)                      |
| 10 | Pavel Mintjukov (B)       | Ryssland     | Anaheim Ducks                                               | Saginaw Spirit (OHL)                    |
| 11 | Conor Geekie (C)          | Kanada       | Arizona Coyotes (från Sharks)                               | Winnipeg Ice (WHL)                      |
| 12 | Denton Mateychuk (B)      | Kanada       | Columbus Blue Jackets                                       | Moose Jaw Warriors (WHL)                |
| 13 | Frank Nazar (C)           | USA          | Chicago Blackhawks (från NY Islanders via Canadiens)        | Team USA (USHL)                         |
| 14 | Rutger McGroarty (HF)     | USA          | Winnipeg Jets                                               | Team USA (USHL)                         |
| 15 | Jonathan Lekkerimäki (HF) | Sverige      | Vancouver Canucks                                           | Djurgården Hockey (SHL)                 |
| 16 | Noah Östlund (C)          | Sverige      | Buffalo Sabres (från Golden Knights)                        | Djurgården Hockey (SHL)                 |
| 17 | Joakim Kemell (HF)        | Finland      | Nashville Predators                                         | JYP (Liiga)                             |
| 18 | Lian Bichsel (B)          | Schweiz      | Dallas Stars                                                | Leksands IF (SHL)                       |
| 19 | Liam Öhgren (VF)          | Sverige      | Minnesota Wild (från Kings)                                 | Djurgården Hockey (SHL)                 |
| 20 | Ivan Mirosjnitjenko (VF)  | Ryssland     | Washington Capitals                                         | Krylja Omsk (VHL)                       |
| 21 | Owen Pickering (B)        | Kanada       | Pittsburgh Penguins                                         | Swift Current Broncos (WHL)             |
| 22 | Nathan Gaucher (C)        | Kanada       | Anaheim Ducks (från Bruins)                                 | Remparts de Québec (LHJMQ)              |
| 23 | Jimmy Snuggerud (HF)      | USA          | St. Louis Blues                                             | Team USA (USHL)                         |
| 24 | Danila Jurov (HF)         | Ryssland     | Minnesota Wild                                              | Metallurg Magnitogorsk (KHL)            |
| 25 | Sam Rinzel (B)            | USA          | Chicago Blackhawks (från Maple Leafs)                       | Chaska Hawks                            |
| 26 | Filip Mešár (HF)          | Slovakien    | Montreal Canadiens (från Flames)                            | HK Poprad (Extraliga)                   |
| 27 | Filip Bystedt (C)         | Sverige      | San Jose Sharks (från Hurricanes via Canadiens och Coyotes) | Linköping HC (SHL)                      |
| 28 | Jiří Kulich (C)           | Tjeckien     | Buffalo Sabres (från Panthers)                              | HC Energie Karlovy Vary (Extraliga)     |
| 29 | Maveric Lamoureux (B)     | Kanada       | Arizona Coyotes (från Oilers)                               | Voltigeurs de Drummondville (LHJMQ)     |
| 30 | Brad Lambert (C)          | Finland      | Winnipeg Jets (från NY Rangers)                             | Pelicans (Liiga)                        |
| 31 | Issac Howard (VF)         | USA          | Tampa Bay Lightning                                         | Team USA (USHL)                         |
| 32 | Reid Schaefer (VF)        | Kanada       | Edmonton Oilers (från Avalanche via Coyotes)                | Seattle Thunderbirds (WHL)              |

### Andra rundan
Källa: 
| #  | Spelare                  | Nationalitet | Medlemsorganisation                             | Universitets-/College-/Junior-/Klubblag |
| -- | ------------------------ | ------------ | ----------------------------------------------- | --------------------------------------- |
| 33 | Owen Beck (C)            | Kanada       | Montreal Canadiens                              | Mississauga Steelheads (OHL)            |
| 34 | Cameron Lund (C)         | USA          | San Jose Sharks (från Coyotes)                  | Green Bay Gamblers (USHL)               |
| 35 | Jagger Firkus (HF)       | Kanada       | Seattle Kraken                                  | Moose Jaw Warriors (WHL)                |
| 36 | Artiom Duda (B)          | Ryssland     | Arizona Coyotes (från Flyers)                   | HK CSKA Moskva (KHL)                    |
| 37 | Ryan Chesley (B)         | USA          | Washington Capitals (från Devils)               | Team USA (USHL)                         |
| 38 | Fraser Minten (C)        | Kanada       | Toronto Maple Leafs (från Blackhawks)           | Kamloops Blazers (WHL)                  |
| 39 | Paul Ludwinski (C)       | Kanada       | Chicago Blackhawks (från Senators)              | Kingston Frontenacs (OHL)               |
| 40 | Dylan James (VF)         | Kanada       | Detroit Red Wings                               | Sioux City Musketeers (USHL)            |
| 41 | Topias Leinonen (MV)     | Finland      | Buffalo Sabres                                  | JYP (Liiga)                             |
| 42 | Noah Warren (B)          | Kanada       | Anaheim Ducks                                   | Olympiques de Gatineau (LHJMQ)          |
| 43 | Julian Lutz (VF)         | Tyskland     | Arizona Coyotes (från Sharks)                   | EHC Red Bull München (DEL)              |
| 44 | Luca Del Bel Belluz (C)  | Kanada       | Columbus Blue Jackets                           | Mississauga Steelheads (OHL)            |
| 45 | Mattias Hävelid (B)      | Sverige      | San Jose Sharks (från NY Islanders via Coyotes) | Linköping HC (SHL)                      |
| 46 | Seamus Casey (B)         | USA          | New Jersey Devils (från Jets via Capitals)      | Team USA (USHL)                         |
| 47 | Hunter Haight (C)        | Kanada       | Minnesota Wild (från Canucks via Coyotes)       | Barrie Colts (OHL)                      |
| 48 | Matyáš Šapovaliv (C)     | Tjeckien     | Vegas Golden Knights                            | Saginaw Spirit (OHL)                    |
| 49 | Jani Nyman (HF)          | Finland      | Seattle Kraken (från Predators)                 | Ilves (Liiga)                           |
| 50 | Christian Kyrou (B)      | Kanada       | Dallas Stars                                    | Erie Otters (OHL)                       |
| 51 | Jack Hughes (C)          | USA          | Los Angeles Kings                               | Northeastern Huskies (NCAA)             |
| 52 | Dmitrij Butselnikov (VF) | Ryssland     | Detroit Red Wings (från Capitals)               | SKA Sankt Petersburg (KHL)              |
| 53 | Tristan Luneau (B)       | Kanada       | Anaheim Ducks (från Penguins)                   | Olympiques de Gatineau (LHJMQ)          |
| 54 | Matthew Poitras (C)      | Kanada       | Boston Bruins                                   | Guelph Storm (OHL)                      |
| 55 | Elias Salomonsson (B)    | Sverige      | Winnipeg Jets (från Blues via NY Rangers)       | Skellefteå AIK (SHL)                    |
| 56 | Rieger Lorenz (VF)       | Kanada       | Minnesota Wild (kompensationsval)               | Okotoks Oilers (AJHL)                   |
| 57 | Ryan Greene (C)          | Kanada       | Chicago Blackhawks (från Wild)                  | Green Bay Gamblers (USHL)               |
| 58 | Niklas Kokko (MV)        | Finland      | Seattle Kraken (från Maple Leafs)               | Oulun Kärpät (Liiga)                    |
| 59 | Topi Ronni (C)           | Finland      | Calgary Flames                                  | Tappara (Liiga)                         |
| 60 | Gleb Trikozov (VF)       | Ryssland     | Carolina Hurricanes                             | Omskie Jastreby (MHL)                   |
| 61 | David Goyette (C)        | Kanada       | Seattle Kraken (från Panthers via Flames)       | Sudbury Wolves (OHL)                    |
| 62 | Lane Hutson (B)          | USA          | Montreal Canadiens (från Oilers)                | Team USA (USHL)                         |
| 63 | Adam Sýkora (VF)         | Slovakien    | New York Rangers                                | HK Nitra (Extraliga)                    |
| 64 | Filip Nordberg (B)       | Sverige      | Ottawa Senators (från Lightning)                | Södertälje SK (Hockeyallsvenskan)       |
| 65 | Calle Odelius (B)        | Sverige      | New York Islanders (från Avalanche)             | Djurgården Hockey (SHL)                 |

### Tredje rundan
Källa: 
| #  | Spelare                    | Nationalitet | Medlemsorganisation                                              | Universitets-/College-/Junior-/Klubblag |
| -- | -------------------------- | ------------ | ---------------------------------------------------------------- | --------------------------------------- |
| 66 | Gavin Hayes (VF)           | USA          | Chicago Blackhawks (från Canadiens)                              | Flint Firebirds (OHL)                   |
| 67 | Miko Matikka (HF)          | Finland      | Arizona Coyotes                                                  | Jokerit (KHL)                           |
| 68 | Ty Nelson (B)              | Kanada       | Seattle Kraken                                                   | North Bay Battalion (OHL)               |
| 69 | Devin Kaplan (HF)          | USA          | Philadelphia Flyers                                              | Team USA (USHL)                         |
| 70 | Alexander Suzdalev (VF)    | Sverige      | Washington Capitals (från Devils)                                | HV71 (Hockeyallsvenskan)                |
| 71 | Aleksandr Perevalov (VF)   | Ryssland     | Carolina Hurricanes (från Blackhawks)                            | Loko Jaroslavl (MHL)                    |
| 72 | Oskar Pettersson (HF)      | Sverige      | Ottawa Senators                                                  | Rögle BK (SHL)                          |
| 73 | Aleksanteri Kaskimäki (C)  | Finland      | St. Louis Blues (från Red Wings)                                 | HIFK Hockey (Liiga)                     |
| 74 | Viktor Neutsev (VF)        | Ryssland     | Buffalo Sabres                                                   | Avto Jekaterinburg (MHL)                |
| 75 | Vinzenz Rohrer (C)         | Österrike    | Montreal Canadiens (från Ducks)                                  | Ottawa 67's (OHL)                       |
| 76 | Michael Fisher (B)         | USA          | San Jose Sharks                                                  | St. Mark's School                       |
| 77 | Danil Zhilkin (C)          | Ryssland     | Winnipeg Jets (från Blue Jackets)                                | Guelph Storm (OHL)                      |
| 78 | Quin Finley (VF)           | USA          | New York Islanders                                               | Madison Capitols (USHL)                 |
| 79 | Jordan Gustafson (C)       | Kanada       | Vegas Golden Knights (från Jets via Canucks och Maple Leafs)     | Seattle Thunderbirds (WHL)              |
| 80 | Elias Pettersson (B)       | Sverige      | Vancouver Canucks (från Canucks via Golden Knights och Senators) | Örebro HK (SHL)                         |
| 81 | Samuel Savoie (VF)         | Kanada       | Chicago Blackhawks (från Golden Knights)                         | Olympiques des Gatineau (LHJMQ)         |
| 82 | Adam Ingram (C)            | Kanada       | Nashville Predators                                              | Youngstown Phantoms (USHL)              |
| 83 | George Fegaras (B)         | Kanada       | Dallas Stars                                                     | North York Rangers (OJHL)               |
| 84 | Kasper Kulonummi (B)       | Finland      | Nashville Predators (från Kings)                                 | Jokerit (KHL)                           |
| 85 | Ludwig Persson (VF)        | Sverige      | Washington Capitals                                              | Frölunda HC (SHL)                       |
| 86 | Lucas Edmonds (HF)         | Sverige      | Tampa Bay Lightning (från Penguins via Lightning)                | Kingston Frontenacs (OHL)               |
| 87 | Tomáš Hamara (B)           | Tjeckien     | Ottawa Senators (från Bruins)                                    | Tappara (Liiga)                         |
| 88 | Michael Buchinger (B)      | Kanada       | St. Louis Blues                                                  | Guelph Storm (OHL)                      |
| 89 | Michael Milne (VF)         | Kanada       | Minnesota Wild                                                   | Winnipeg Ice (WHL)                      |
| 90 | Aidan Thompson (C)         | USA          | Chicago Blackhawks (från Maple Leafs via Flames)                 | Lincoln Stars (USHL)                    |
| 91 | Ben MacDonald (C)          | USA          | Seattle Kraken (från Flames via Bruins)                          | Noble and Greenough Bulldogs            |
| 92 | Adam Engström (B)          | Sverige      | Montreal Canadiens (från Hurricanes)                             | Djurgården Hockey (SHL)                 |
| 93 | Marek Alscher (B)          | Tjeckien     | Florida Panthers                                                 | Portland Winterhawks (WHL)              |
| 94 | Jérémy Langlois (B)        | Kanada       | Arizona Coyotes (från Oilers via Blackhawks)                     | Cape Breton Screaming Eagles (LHJMQ)    |
| 95 | Nicholas Moldenhauer (HF)  | Kanada       | Toronto Maple Leafs (från NY Rangers via Golden Knights)         | Chicago Steel (USHL)                    |
| 96 | Jordan Dumais (HF)         | Kanada       | Columbus Blue Jackets (från Lightning)                           | Halifax Mooseheads (LHJMQ)              |
| 97 | Bryce McConnell-Barker (C) | Kanada       | New York Rangers (från Avalanche)                                | Sault Ste. Marie Greyhounds (OHL)       |

### Fjärde rundan
Källa: 
| #   | Spelare                  | Nationalitet | Medlemsorganisation                                                   | Universitets-/College-/Junior-/Klubblag |
| --- | ------------------------ | ------------ | --------------------------------------------------------------------- | --------------------------------------- |
| 98  | Isaiah George (B)        | Kanada       | New York Islanders (från Canadiens)                                   | London Knights (OHL)                    |
| 99  | Garrett Brown (B)        | USA          | Winnipeg Jets (från Coyotes)                                          | Sioux City Musketeers (USHL)            |
| 100 | Tyson Jugnauth (B)       | Kanada       | Seattle Kraken                                                        | West Kelowna Warriors (BCHL)            |
| 101 | Simon Forsmark (B)       | Sverige      | Carolina Hurricanes (från Flyers)                                     | Örebro HK (SHL)                         |
| 102 | Tyler Brennan (MV)       | Kanada       | New Jersey Devils                                                     | Prince George Cougars (WHL)             |
| 103 | Kenny Connors (C)        | USA          | Los Angeles Kings (från Blackhawks via Lightning)                     | Dubuque Fighting Saints (USHL)          |
| 104 | Stephen Halliday (C)     | Kanada       | Ottawa Senators                                                       | Dubuque Fighting Saints (USHL)          |
| 105 | Anton Johansson (B)      | Sverige      | Detroit Red Wings                                                     | Leksands IF (SHL)                       |
| 106 | Mats Lindgren (B)        | Kanada       | Buffalo Sabres                                                        | Kamloops Blazers (WHL)                  |
| 107 | Ben King (C)             | Kanada       | Anaheim Ducks                                                         | Red Deer Rebels (WHL)                   |
| 108 | Mason Beaupit (MV)       | Kanada       | San Jose Sharks                                                       | Spokane Chiefs (WHL)                    |
| 109 | Kirill Dolzhenkov (HF)   | Ryssland     | Columbus Blue Jackets                                                 | HK CSKA Moskva (KHL)                    |
| 110 | Daniil Orlov (B)         | Ryssland     | New Jersey Devils (från NY Islanders)                                 | Sachalinskie Akuly (MHL)                |
| 111 | Noah Laba (C)            | USA          | New York Rangers (från Jets via Golden Knights)                       | Lincoln Stars (USHL)                    |
| 112 | Daimon Gardner (C)       | Kanada       | Vancouver Canucks                                                     | Warroad Warriors                        |
| 113 | Amadeus Lombardi (C)     | Kanada       | Detroit Red Wings (från Golden Knights)                               | Flint Firebirds (OHL)                   |
| 114 | Cole O'Hara (HF)         | Kanada       | Nashville Predators                                                   | Tri-City Storm (USHL)                   |
| 115 | Gavin White (B)          | Kanada       | Dallas Stars                                                          | Hamilton Bulldogs (OHL)                 |
| 116 | Angus Booth (B)          | Kanada       | Los Angeles Kings                                                     | Cataractes de Shawinigan (LHJMQ)        |
| 117 | Cole Spicer (C)          | USA          | Boston Bruins (från Capitals via Kraken)                              | Team USA (USHL)                         |
| 118 | Sergej Murasjov (MV)     | Ryssland     | Pittsburgh Penguins                                                   | Loko Jaroslav (MHL)                     |
| 119 | Dans Ločmelis (C)        | Lettland     | Boston Bruins                                                         | Luleå HF (SHL)                          |
| 120 | Arsenij Koromjslov (B)   | Ryssland     | St. Louis Blues                                                       | SKA Sankt Petersburg (KHL)              |
| 121 | Ryan Healey (B)          | USA          | Minnesota Wild                                                        | Sioux Falls Stampede (USHL)             |
| 122 | Dennis Hildeby (MV)      | Sverige      | Toronto Maple Leafs (från Maple Leafs via Blue Jackets och Predators) | Färjestads BK (SHL)                     |
| 123 | Tucker Robertson (C)     | Kanada       | Seattle Kraken (från Flames)                                          | Peterborough Petes (OHL)                |
| 124 | Cruz Lucius (HF)         | USA          | Carolina Hurricanes                                                   | Team USA (USHL)                         |
| 125 | Ludvig Jansson (B)       | Sverige      | Florida Panthers                                                      | Södertälje SK (Hockeyallsvenskan)       |
| 126 | Charles Leddy (B)        | USA          | New Jersey Devils (från Oilers)                                       | Team USA (USHL)                         |
| 127 | Cedrick Guindon (VF)     | Kanada       | Montreal Canadiens (från NY Rangers via Panthers)                     | Owen Sound Attack (OHL)                 |
| 128 | Cameron Whitehead (MV)   | Kanada       | Vegas Golden Knights (från Lightning via Canadiens)                   | Lincoln Stars (USHL)                    |
| 129 | Maximilian Kilpinen (VF) | Sverige      | Detroit Red Wings (från Avalanche)                                    | Örebro HK (SHL)                         |

### Femte rundan
Källa: 
| #   | Spelare                | Nationalitet | Medlemsorganisation                                               | Universitets-/College-/Junior-/Klubblag |
| --- | ---------------------- | ------------ | ----------------------------------------------------------------- | --------------------------------------- |
| 130 | Jared Davidson (C)     | Kanada       | Montreal Canadiens                                                | Seattle Thunderbirds (WHL)              |
| 131 | Matthew Morden (B)     | Kanada       | Arizona Coyotes                                                   | St. Andrew's College Saints             |
| 132 | Frédéric Brunet (B)    | Kanada       | Boston Bruins (från Kraken)                                       | Océanic de Rimouski (LHJMQ)             |
| 133 | Alex Bump (VF)         | USA          | Philadelphia Flyers                                               | Prior Lake Lakers                       |
| 134 | Vsievolod Komarov (B)  | Ryssland     | Buffalo Sabres (från Devils)                                      | Remparts de Québec (LHMJQ)              |
| 135 | Nikita Grebjonkin (HF) | Ryssland     | Toronto Maple Leafs (från Blackhawks via Golden Knights)          | Metallurg Magnitogorsk (KHL)            |
| 136 | Jorian Donovan (B)     | Kanada       | Ottawa Senators                                                   | Hamilton Bulldogs (OHL)                 |
| 137 | Tnias Mathurin (B)     | Kanada       | Detroit Red Wings                                                 | North Bay Battalion (OHL)               |
| 138 | Sergej Ivanov (MV)     | Ryssland     | Columbus Blue Jackets (från Sabres via Golden Knights och Sharks) | SKA Sankt Petersburg (KHL)              |
| 139 | Connor Hvidston (VF)   | Kanada       | Anaheim Ducks                                                     | Swift Current Broncos (WHL)             |
| 140 | Jake Furlong (B)       | Kanada       | San Jose Sharks (från Sharks via Wild)                            | Halifax Mooseheads (LHJMQ)              |
| 141 | Petr Hauser (HF)       | Tjeckien     | New Jersey Devils (från Blue Jackets)                             | Sparta Prag (Extraliga)                 |
| 142 | Matthew Maggio (HF)    | Kanada       | New York Islanders                                                | Windsor Spitfires (OHL)                 |
| 143 | Cameron O'Neill (HF)   | USA          | Ottawa Senators (från Jets)                                       | Mount Saint Charles Mounties            |
| 144 | Ty Young (MV)          | Kanada       | Vancouver Canucks                                                 | Prince George Cougars (WHL)             |
| 145 | Patrick Guay (C)       | Kanada       | Vegas Golden Knights                                              | Charlottetown Islanders (LHJMQ)         |
| 146 | Graham Sward (B)       | Kanada       | Nashville Predators                                               | Spokane Chiefs (WHL)                    |
| 147 | Maksim Majorov (MV)    | Ryssland     | Dallas Stars                                                      | Ladja Toljatti (MHL)                    |
| 148 | Otto Salin (B)         | Finland      | Los Angeles Kings                                                 | HIFK Hockey (Liiga)                     |
| 149 | Jake Karabela (C)      | Kanada       | Washington Capitals                                               | Guelph Storm (OHL)                      |
| 150 | Zam Plante (C)         | USA          | Pittsburgh Penguins                                               | Hermantown Hawks                        |
| 151 | Kevin Reidler (MV)     | Sverige      | Ottawa Senators (från Bruins)                                     | AIK Ishockey (Hockeyallsvenskan)        |
| 152 | Marc-André Gaudet (B)  | Kanada       | St. Louis Blues                                                   | Titan d’Acadie-Bathurst (LHJMQ)         |
| 153 | David Spacek (B)       | USA          | Minnesota Wild                                                    | Phœnix de Sherbrooke (LHJMQ)            |
| 154 | Michael Callow (HF)    | USA          | Anaheim Ducks (från Maple Leafs)                                  | St. Sebastian's Arrows                  |
| 155 | Parker Bell (VF)       | Kanada       | Calgary Flames                                                    | Tri-City Storm (WHL)                    |
| 156 | Vladimir Grudinin (B)  | Ryssland     | Carolina Hurricanes                                               | HK CSKA Moskva (KHL)                    |
| 157 | Sandis Vilmanis (VF)   | Lettland     | Florida Panthers                                                  | Luleå HF (SHL)                          |
| 158 | Samuel Jonsson (MV)    | Sverige      | Edmonton Oilers                                                   | Brynäs IF (SHL)                         |
| 159 | Vittorio Mancini (B)   | USA          | New York Rangers                                                  | Omaha Mavericks (NCAA)                  |
| 160 | Nick Malik (MV)        | USA          | Tampa Bay Lightning                                               | Kookoo (Mestis)                         |
| 161 | Maksim Barbasjov       | Ryssland     | New York Rangers (från Avalanche)                                 | Moncton Wildcats (LHJMQ)                |

### Sjätte rundan
Källa: 
| #   | Spelare                  | Nationalitet | Medlemsorganisation                                  | Universitets-/College-/Junior-/Klubblag |
| --- | ------------------------ | ------------ | ---------------------------------------------------- | --------------------------------------- |
| 162 | Emmett Croteau (MV)      | Kanada       | Montreal Canadiens                                   | Waterloo Black Hawks (USHL)             |
| 163 | Maksymilian Szuber (B)   | Tyskland     | Arizona Coyotes                                      | EHC Red Bull München (DEL)              |
| 164 | Barrett Hall (C)         | USA          | Seattle Kraken                                       | Gentry Stars                            |
| 165 | Hunter McDonald (B)      | USA          | Philadelphia Flyers                                  | Chicago Steel (USHL)                    |
| 166 | Josh Filmon (VF)         | Kanada       | New Jersey Devils                                    | Swift Current Broncos (WHL)             |
| 167 | Nolan Collins (B)        | Kanada       | Pittsburgh Penguins (från Blackhawks)                | Sudbury Wolves (OHL)                    |
| 168 | Theo Wallberg (B)        | Sverige      | Ottawa Senators                                      | Skellefteå AIK (SHL)                    |
| 169 | Jared Wright (HF)        | USA          | Los Angeles Kings (från Red Wings via Lightning)     | Omaha Lancers (USHL)                    |
| 170 | Jake Richard (HF)        | USA          | Buffalo Sabres                                       | Muskegon Lumberjacks (USHL)             |
| 171 | Jakub Vondras (MV)       | Tjeckien     | Carolina Hurricanes (från Ducks)                     | HC Škoda Plzeň (Extraliga)              |
| 172 | Joey Muldowney (HF)      | USA          | San Jose Sharks                                      | Nichols Vikings                         |
| 173 | Dominic James (C)        | USA          | Chicago Blackhawks (från Blue Jackets)               | Minnesota Duluth Bulldogs (NCAA)        |
| 174 | Daylan Kuefler (VF)      | Kanada       | New York Islanders                                   | Kamloops Blazers (WHL)                  |
| 175 | Fabian Wagner (C)        | Sverige      | Winnipeg Jets                                        | Linköping HC (SHL)                      |
| 176 | Jackson Dorrington (B)   | USA          | Vancouver Canucks                                    | Des Moines Buccaneers (USHL)            |
| 177 | Ben Hammerling (HF)      | Kanada       | Vegas Golden Knights                                 | Everett Silvertips (WHL)                |
| 178 | Vjatjeslav Butejets (MV) | Ryssland     | Anaheim Ducks (från Predators)                       | Tjelmet Tjeljabinsk (VHL)               |
| 179 | Matthew Seminoff (HF)    | USA          | Dallas Stars                                         | Kamloops Blazers (WHL)                  |
| 180 | Jack Sparkes (B)         | Kanada       | Los Angeles Kings                                    | St. Michael's Buzzers (OJHL)            |
| 181 | Ryan Hofer (HF)          | Kanada       | Washington Capitals                                  | Everett Silvertips (WHL)                |
| 182 | Luke Devlin (C)          | USA          | Pittsburgh Penguins                                  | St. Andrews College Saints              |
| 183 | Reid Dyck (MV)           | Kanada       | Boston Bruins                                        | Swift Current Broncos (WHL)             |
| 184 | Landon Sim (HF)          | Kanada       | St. Louis Blues                                      | London Knights (OHL)                    |
| 185 | Servác Petrovský (C)     | Slovakien    | Minnesota Wild                                       | Owen Sound Attack (OHL)                 |
| 186 | Josh Davies (VF)         | Kanada       | Florida Panthers (från Maple Leafs via Blue Jackets) | Swift Current Broncos (WHL)             |
| 187 | Gustav Karlsson (C)      | Sverige      | Buffalo Sabres (från Flames via Panthers)            | Örebro HK (SHL)                         |
| 188 | Nils Juntorp (HF)        | Sverige      | Chicago Blackhawks (från Hurricanes)                 | HV71 (Hockeyasllsvenskan)               |
| 189 | Tyler Muszelik (MV)      | USA          | Florida Panthers                                     | Team USA (USHL)                         |
| 190 | Nikita Yjevsejev (B)     | Ryssland     | Edmonton Oilers                                      | Bars Kazan (VHL)                        |
| 191 | Zakary Karpa (C)         | USA          | New York Rangers                                     | Harvard Crimson (NCAA)                  |
| 192 | Connor Kurth (HF)        | USA          | Tampa Bay Lightning                                  | Dubuque Fighting Saints (USHL)          |
| 193 | Chris Romaine (B)        | USA          | Colorado Avalanche                                   | Milton Mustangs                         |

### Sjunde rundan
Källa: 
| #   | Spelare                       | Nationalitet | Medlemsorganisation                                               | Universitets-/College-/Junior-/Klubblag |
| --- | ----------------------------- | ------------ | ----------------------------------------------------------------- | --------------------------------------- |
| 194 | Petter Nurmi (B)              | Finland      | Montreal Canadiens                                                | HPK (Liiga)                             |
| 195 | Eli Barnett (B)               | Kanada       | San Jose Sharks (från Coyotes)                                    | Victoria Grizzlies (BCHL)               |
| 196 | Kyle Jackson (C)              | Kanada       | Seattle Kraken                                                    | North Bay Battalion (OHL)               |
| 197 | Santeri Sulku (VF)            | Finland      | Philadelphia Flyers                                               | Jokerit (KHL)                           |
| 198 | Artiom Barabosja (B)          | Ryssland     | New Jersey Devils                                                 | HK CSKA Moskva (KHL)                    |
| 199 | Riku Tohila (C)               | Finland      | Chicago Blackhawks                                                | JYP (Liiga)                             |
| 200 | Jackson Edward (B)            | Kanada       | Boston Bruins (från Senators)                                     | London Knights (OHL)                    |
| 201 | Owen Mehlenbacher (C)         | Kanada       | Detroit Red Wings                                                 | Muskegon Lumberjacks (USHL)             |
| 202 | Joel Ratkovic Berndtsson (HF) | Sverige      | Buffalo Sabres                                                    | Frölunda HC (SHL)                       |
| 203 | James Fisher (HF)             | USA          | Columbus Blue Jackets (från Ducks)                                | Belmont Hill Sextants                   |
| 204 | Adam Žlnka (HF)               | Slovakien    | Arizona Coyotes (från Sharks via Senators och Sharks)             | Sioux Falls Stampede (USHL)             |
| 205 | Aleksandr Pelevin (B)         | Ryssland     | Carolina Hurricanes (från Blue Jackets)                           | Torpedo Nizjnij Novgorod (KHL)          |
| 206 | Tyson Dyck (C)                | Kanada       | Ottawa Senators (från NY Islanders)                               | Cranbrook Bucks (BCHL)                  |
| 207 | Domenic Divincentiis (MV)     | Kanada       | Winnipeg Jets                                                     | North Bay Battalion (OHL)               |
| 208 | Kirill Kudrjavtsev (B)        | Ryssland     | Vancouver Canucks                                                 | Sault Ste. Marie Greyhounds (OHL)       |
| 209 | Abram Wiebe (B)               | Kanada       | Vegas Golden Knights                                              | Chilliwack Chiefs (BCHL)                |
| 210 | Ben Strinden (C)              | USA          | Nashville Predators                                               | Muskegon Lumberjacks (USHL)             |
| 211 | Linus Sjödin (C)              | Sverige      | Buffalo Sabres (från Stars)                                       | Rögle BK (SHL)                          |
| 212 | Brennan Ali (C)               | USA          | Detroit Red Wings (från Kings)                                    | Avon Old Farms Winged Beavers           |
| 213 | David Gucciardi (B)           | Kanada       | Washington Capitals                                               | Michigan State Spartans (NCAA)          |
| 214 | Liam Arnsby (C)               | Kanada       | Florida Panthers (från Penguins)                                  | North Bay Battalion (OHL)               |
| 215 | Kaleb Lawrence (HF)           | Kanada       | Los Angeles Kings (från Bruins)                                   | Owen Sound Attack (OHL)                 |
| 216 | Miguel Tourigny (B)           | Kanada       | Montreal Canadiens (från Blues via Canadiens, Flyers och Coyotes) | Titan d’Acadie-Bathurst (LHJMQ)         |
| 217 | Reese Laubach (C)             | USA          | San Jose Sharks (från Wild)                                       | Northstar Knights                       |
| 218 | Brandon Lisowsky (VF)         | Kanada       | Toronto Maple Leafs                                               | Saskatoon Blades (WHL)                  |
| 219 | Cade Littler (C)              | USA          | Calgary Flames                                                    | Wenatchee Wild (BCHL)                   |
| 220 | Alexis Gendron (HF)           | Schweiz      | Philadelphia Flyers (från Hurricanes)                             | Armada de Blainville-Boisbriand (LHJMQ) |
| 221 | Jack Devine (HF)              | USA          | Florida Panthers                                                  | Denver Pioneers (NCAA)                  |
| 222 | Joel Määttä (C)               | Finland      | Edmonton Oilers                                                   | Vermont Catamounts (NCAA)               |
| 223 | Dyllan Gill (B)               | Kanada       | Tampa Bay Lightning (från NY Rangers)                             | Huskies de Rouyn-Noranda (LHJMQ)        |
| 224 | Klāvs Veinbergs (VF)          | Lettland     | Tampa Bay Lightning                                               | HK Rīga (MHL)                           |
| 225 | Ivan Zyhalov (MV)             | Belarus      | Colorado Avalanche                                                | Phœnix de Sherbrooke (LHJMQ)            |

## Draftade spelare per nationalitet
| #  | Nationalitet | Antal draftval | %     |
|    | Nordamerika  | 137            | 60,9% |
| -- | ------------ | -------------- | ----- |
| 1  | Kanada       | 89             | 34,9% |
| 2  | USA          | 48             | 21,3% |
|    | Europa       | 88             | 39,1% |
| 3  | Sverige      | 27             | 12,0% |
| 4  | Ryssland     | 23             | 10,3% |
| 5  | Finland      | 14             | 6,2%  |
| 6  | Tjeckien     | 9              | 4,0%  |
| 7  | Slovakien    | 6              | 2,7%  |
| 8  | Lettland     | 3              | 1,3%  |
| 9  | Tyskland     | 2              | 0,8%  |
| 9  | Österrike    | 2              | 0,8%  |
| 11 | Belarus      | 1              | 0,4%  |
| 11 | Schweiz      | 1              | 0,4%  |